# 美国海军陆军橄榄球赛
|  |

美国海军陆军橄榄球赛（Army–Navy Game）又稱海陸大戰，是美國西点军校的陆军黑骑士队與美国海军学院的海軍學院生隊之間一年一度的橄欖球比賽。首屆美国海军陆军橄榄球赛於1890年舉行。

## 外部鏈接
- 官方网站